# Fritt fall
Fritt fall è l'album di debutto della cantante norvegese Åshild Mundal, pubblicato nel 2011 su etichetta discografica MBN Records.

## Tracce
1. Ikkje engst deg – 3:06
2. Fritt fall – 3:24
3. Rotlaus – 3:33
4. Ti'i – 3:14
5. Dei andre – 3:47
6. Ke no? – 6:25
7. Lukklegaste i Verdi – 2:08
8. Vera nær – 3:44
9. Kem e eg? – 3:12
10. Ingen andre enn deg – 6:40

## Classifiche
| Classifica (2011) | Posizione massima |
| ----------------- | ----------------- |
| Norvegia          | 35                |